# Вогонь на ураження (фільм, 1988)
«Вогонь на ураження» (англ. Shoot to Kill) — американський пригодницький трилер 1988 року.

## Сюжет
Господар ювелірного магазину серед ночі викрадає своїж діаманти з невідомою метою. Поліція, яка прибула на місце з'ясовує, що ювелір повинен негайно віддати коштовності грабіжникові, який захопив його дружину в заручники. Агент ФБР Воррен Стентін наказує поліції оточити будинок, але злочинець виявляється хитріший, ніж передбачалося. У всіх на очах він застрелює жінку і тікає. З'ясовується, що грабіжник пішов у гори з групою туристів. Щоб нагнати групу, агенту ФБР доводиться взяти в помічники місцевого провідника Джонатана Нокса.

## У ролях
| Актор           | Роль           |
| --------------- | -------------- |
| Сідні Пуатьє    | Воррен Стентін |
| Том Беренджер   | Джонатан Нокс  |
| Кірсті Еллі     | Сара Реннелл   |
| Кленсі Браун    | Стів           |
| Річард Мазур    | Норман         |
| Ендрю Робінсон  | Гарві          |
| Кевін Сканнелл  | Бен            |
| Фредерік Коффін | Ральф          |
| Майкл МакРей    | Фурньє         |
| Роберт Лессер   | Мінеллі        |

| Актор           | Роль          |
| --------------- | ------------- |
| Мілтон Зельцер  | містер Бергер |
| Ліс Ленном      | шериф Арнетт  |
| Волтер Марш     | Сем Бейкер    |
| Френк Ч. Тернер | Крайллі       |
| Сем Гайона      | інспектор Сюй |
| Майкл Чепмен    | юрист         |
| Джанет Ротблатт | місіс Бергер  |
| Кен Камру       | Денгем        |
| Говард Сторі    | рибак         |
| Фред Гендерсон  | агент Овенбі  |

## Саундтрек
| Список треків | Список треків                                           | Список треків |
| #             | Назва                                                   | Тривалість    |
| ------------- | ------------------------------------------------------- | ------------- |
| 1.            | «Main Title»                                            | 3:30          |
| 2.            | «Kill My Wife Next»                                     | 6:37          |
| 3.            | «Boat Chase»                                            | 5:13          |
| 4.            | «The Road Block»                                        | 1:33          |
| 5.            | «Bishop's Falls»                                        | 1:01          |
| 6.            | «Happy Campers»                                         | 1:55          |
| 7.            | «Blazing Saddle»                                        | 1:46          |
| 8.            | «I Hate the Woods»                                      | 0:46          |
| 9.            | «Behold the Gorge»                                      | 0:42          |
| 10.           | «It's a Long Way Down No. 1»                            | 0:38          |
| 11.           | «It's a Long Way Down No. 2 (Parts 1 & 2)»              | 2:34          |
| 12.           | «Climbing Trek»                                         | 2:50          |
| 13.           | «Not a Bear»                                            | 0:29          |
| 14.           | «And the Killer Is»                                     | 3:22          |
| 15.           | «Who's Jonathan»                                        | 0:43          |
| 16.           | «The Bodies»                                            | 3:23          |
| 17.           | «Say Your Name»                                         | 2:22          |
| 18.           | «The Chimney»                                           | 1:13          |
| 19.           | «The Storm (Part 1)»                                    | 2:04          |
| 20.           | «The Storm (Part 2)»                                    | 2:09          |
| 21.           | «Mr. Bear»                                              | 1:03          |
| 22.           | «Sara's Best Shot»                                      | 2:05          |
| 23.           | «Bingo»                                                 | 0:21          |
| 24.           | «Torching a Fence»                                      | 2:06          |
| 25.           | «Let Her Go Or Die»                                     | 10:51         |
| 26.           | «End Titles»                                            | 3:50          |
| 27.           | «Kill My Wife Next»                                     | 1:52          |
| 28.           | «Bishop's Falls (original version)»                     | 1:03          |
| 29.           | «It's a Long Way Down No. 2 (Part 2) (revised version)» | 0:57          |
| 30.           | «Climbing Trek (original version)»                      | 3:02          |
| 31.           | «Roller Rink Source No. 1»                              | 2:33          |
| 32.           | «Roller Rink Source No. 2»                              | 1:59          |
| 77:41         |                                                         |               |